# فلین فلون
فلین فلون (به انگلیسی: Flin Flon) یک سکونتگاه مسکونی و شهر در کانادا است که در منیبا واقع شده‌است.

## خصوصیات
فلین فلون ۵٬۵۹۲ نفر جمعیت دارد و ۲۹۸٫۷۱ متر بالاتر از سطح دریا واقع شده‌است.